# Glyphipterix nicaeella
Glyphipterix nicaeella is een vlinder uit de familie parelmotten (Glyphipterigidae). De wetenschappelijke naam is voor het eerst geldig gepubliceerd in 1866 door Moschler.
De soort komt voor in Europa.